# ستيفن سافاج
ستيفن سافاج (بالإنجليزية: Stephen Savage)‏ هو عازف بيانو بريطاني، ولد في 26 فبراير 1942 في Hertford ‏ في المملكة المتحدة.